# Belize aux Jeux olympiques d'été de 2024
Le Belize participe aux Jeux olympiques de 2024 à Paris. Il s'agit de sa 14e participation à des Jeux olympiques d'été.
La délégation ne compte qu'un seul athlète, Shaun Gill, qui est donc le porte-drapeau du Belize.

## Nombre d’athlètes qualifiés par sport
Voici la liste des qualifiés et sélectionnés béliziens par sport (remplaçants compris) :
| Sport      | Hommes | Femmes | Total |
| ---------- | ------ | ------ | ----- |
| Athlétisme | 1      | 0      | 1     |
| Total      | 1      | 0      | 1     |

## Résultats

### Athlétisme
La Belize Athletics Association a recommandé Samantha Dirks pour le 200 m et Shaun Gill pour le 100 m au CIO pour examen des places d'universalité; seul la place de Shaun Gill est assurée.
| Athlètes   | Épreuve      | Tour préliminaire | Tour préliminaire | Premier tour | Premier tour | Demi-finales | Demi-finales | Finale  | Finale  |
| Athlètes   | Épreuve      | Temps             | Rang              | Temps        | Rang         | Temps        | Rang         | Temps   | Rang    |
| ---------- | ------------ | ----------------- | ----------------- | ------------ | ------------ | ------------ | ------------ | ------- | ------- |
| Shaun Gill | 100 m Hommes | 11 s 17           | 6e                | Éliminé      | Éliminé      | Éliminé      | Éliminé      | Éliminé | Éliminé |